# 三月七
三月七是米哈遊開發的電子遊戲《崩壞：星穹鐵道》中的虛構角色，她是遊戲中虛構組織「星穹列車」的乘員。三月七的中文配音為诺亚，日文配音為小仓唯，韓文配音為鄭惠援，英文配音為斯凱勒·達文波特。

## 創作及設計
三月七是《崩壞：星穹鐵道》的招牌角色，遊戲應用程式圖標和官方社交賬戶圖標都爲眨眼的三月七頭像。三月七也是《崩壞：星穹鐵道》首個擁有「角色預告片」的角色。三月七在2021年10月8日米哈遊發佈《崩坏：星穹铁道》的首支实机演示預告片中就有登場。2022年4月21日米哈遊發佈三月七的個人宣傳片「來，拍照啦！」，展示三月七的攝影愛好和可愛的性格。在製作組的設定中，三月七是一個神祕出身的失憶少女，被封印在宇宙中漂流的恒冰裏，直到被列車組發現並解救，成爲星穹列車（開拓命途）的乘員。她對自己的身世和過往一無所知，名字來源於她被列車組救下的日期。她的主要愛好是拍照，因爲這樣可以讓自己的記憶保存下來。
《崩壞：星穹鐵道》公測日2023年4月26日恰巧是农历三月初七，這一天同時也是“中国铁道之父”詹天佑的诞辰。遊戲公測後，三月七是玩家首個能免費入手的角色，在開始遊戲後不久三月七就會自動加入玩家隊伍。三月七還是遊戲中首個擁有第2套衣裝的角色。三月七的中文配音為诺亚，同時她還是《原神》角色迪奧娜的配音員。三月七的日文配音為小仓唯，韓文配音為鄭惠援，英文配音為斯凱勒·達文波特。

## 作品中表現

### 角色故事
三月七熱衷於拍照，隨身帶着照相機，既是因爲通過照相記錄下每時每刻發生的美好時光，可以讓自己的記憶保存下來，也是由於她堅信只要跟着列車，終有一天能拍下與過去有關的照片。雖然她沒有過往身世的記憶，但她並沒有放棄找回這些記憶。在同行任务·无尽形寿「全面回忆」中，三月七爲了找回自己被列車組拯救前丟失的記憶，在開拓者（主角）的陪同下，向符玄尋求幫助，請求符玄通過穷观阵來幫三月七找回過去的記憶。在穷观阵重构的回憶世界中，記憶片段出現大量失真，且記憶中的每個人都勸說三月七不要繼續回憶，干擾三月七追溯過往。最終記憶紊亂的源頭，流光憶庭（記憶命途）的信使現身，阻止三月七尋回回憶，中斷了穷观阵的繼續演算。符玄本想直接攻擊信使以幫助三月七繼續回憶但被三月七勸阻；雖然無功而返，但三月七得以看到了自己被「六相冰」冰封的樣子。

### 角色玩法
三月七在遊戲中有兩種形態，分別爲存護命途和巡獵命途。三月七（存護）是遊戲初始的免費角色，而三月七（巡獵）在2.4版本中實裝，通過推進劇情免費獲得。
三月七（存護）是4星存护命途的冰属性角色。「六相冰」既是三月七被封印的源頭，也成爲了她戰鬥能力的一部分。她的普通攻擊可以對敵方单体造成冰屬性傷害。她的战技可以为单个队友解除一個負面效果並提供基於自己一定防禦力百分比的护盾，當该角色当前生命值高于30%生命上限时，護盾還带有嘲讽效果。她的终结技可以对敌方全体造成冰属性伤害并有一定几率冻结敌人，当队伍中持有护盾角色受到攻击时，三月七还会反击敌人。
三月七（巡獵）是4星巡獵命途的虛數属性角色。她的普通攻擊、強化普通攻擊可以對敵方單體造成虛數屬性傷害。她的的战技可以提高單個隊友的行動速度及擊破特攻，並提供適當的增益效果。三月七的终结技可以對敵方造成高額傷害。

## 聯動
《崩壞：星穹鐵道》遊戲公測後，米哈遊即透過遊戲內網頁活動的方式發佈了人工智慧產生內容（AIGC）工具「模因共振机」。玩家通過上傳圖片，可以將圖片內的人物變化爲三月七的形象。活动在全网引起了玩家们的广泛反响和参与，相關話題登上多平臺的熱搜，在活動發佈首周即生成了近1000万张图片。2023年4月26日《崩坏：星穹铁道》宣佈與导航应用程序Waze展开联动，提供三月七英語配音的Waze導航語音包。2023年9月22日《崩坏：星穹铁道》在中國大陸與肯德基展开联动，推出了《崩坏：星穹铁道》专属套餐，随套餐附赠印有三月七和丹恆形象的镭射车票。《崩坏：星穹铁道》在臺灣於2023年10月18日起與起家雞開展聯動、在香港於2023年11月9日起與肯德基開展聯動，購買聯名套餐亦贈送與在中國大陸聯動相同的印有三月七和丹恆形象的鐳射車票。在2023年9月29日《崩壞：星穹鐵道》1.4版本「冬夢激醒」預覽特別節目中，米哈遊展示了虛擬主播三月七爲玩家介紹遊戲情報。

## 反響及評價

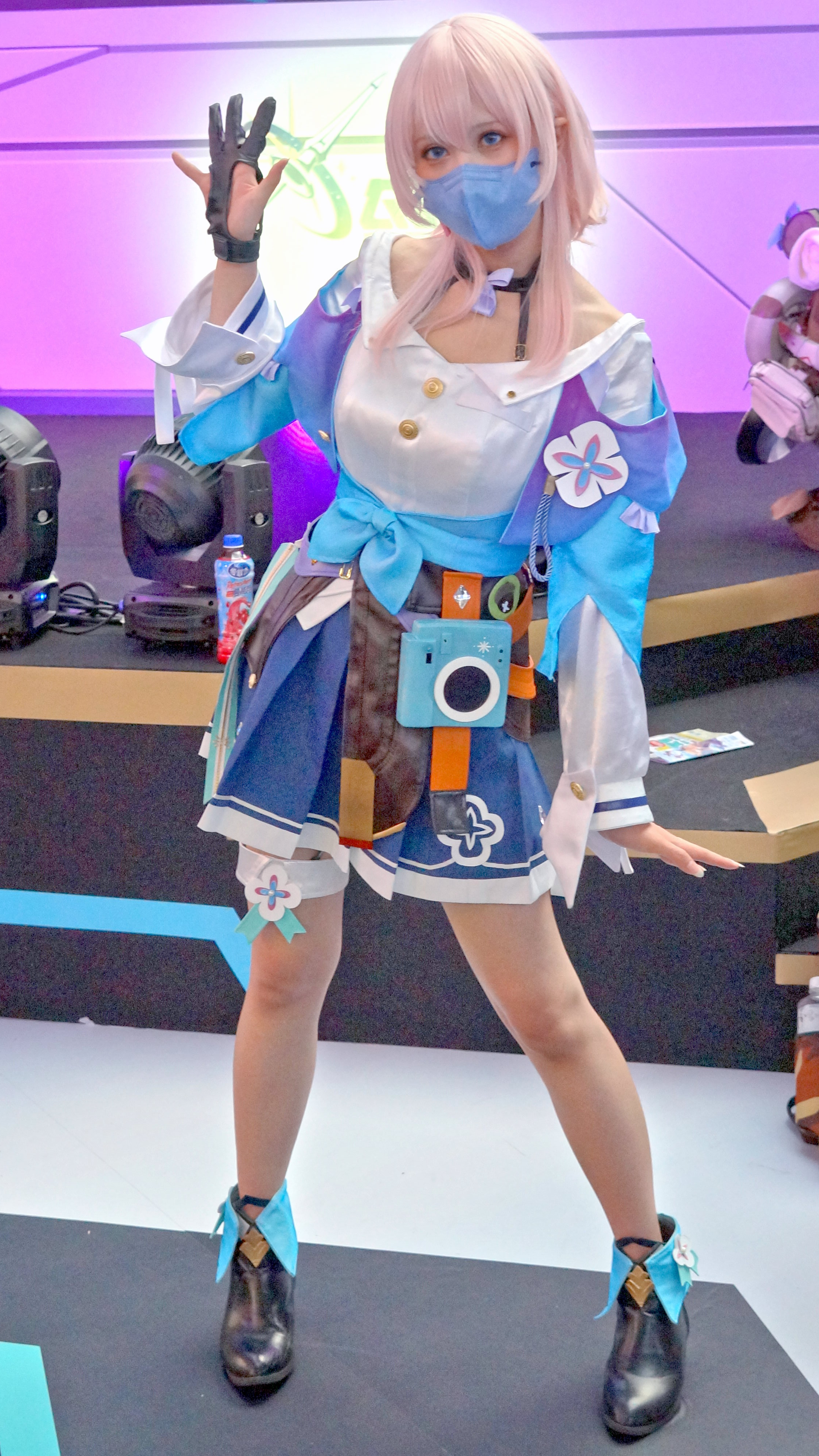
三月七的角色扮演者。

三月七自遊戲公測以來，受到許多玩家的喜愛。不少玩家透過角色扮演的方式表達對三月七的喜愛；在2023年的香港動漫電玩節中，甚至出現了「超過一打的三月七」扮演者。
在角色設計方面，The Gamer評論員認爲三月七令人陶醉的个性和搞笑的对话討人喜愛。The Nerd Stash評論員稱讚三月七自遊戲公測以來，就以其活潑的個性和呆萌的天真贏得了眾多粉絲的心。對於角色所使用的手機殼外觀，稱讚三月七擁有《崩壞：星穹鐵道》中最好的手機殼之一，淺藍色和粉紅色以及黃色的亮點使這款手機殼十分時尚，映襯出三月七活潑明亮的個性，展現了她看似無窮無盡的能量。
在角色玩法方面，評論員對三月七的角色戰鬥玩法有較爲正面的評價。認爲三月七是組隊時不錯的選項，是最好的輔助角色之一。Game Rant評論員認爲三月七的輔助能力是大多數新玩家的最佳選擇，她的技能能創造遊戲中最強大的盾之一。同時三月七也具有一定大範圍輸出的能力，可以作爲不錯的次要輸出角色使用。雅虎新聞評論員顧茵認爲三月七是四星角色中最應該升級爲五星的，對她的後續劇情十分期待。

## 外部連結
- YouTube上的《崩坏：星穹铁道》三月七角色预告——「来，拍照啦！」
- bilibili上的《崩坏：星穹铁道》三月七角色PV——「来，拍照啦！」